# تور أريكسون
تور أريكسون (بالسويدية: Tore Eriksson)‏ هو متسابق بياثل سويدي، ولد في 7 أغسطس 1937 في Transtrand ‏ في السويد، وتوفي في 17 فبراير 2017.

## وصلات خارجية
- تور أريكسون على موقع أوليمبيديا (الإنجليزية)
- تور أريكسون على موقع اللجنة الأولمبية السويدية (السويدية)